# Złożenie do grobu (obraz Tycjana)
Złożenie do grobu – obraz renesansowego malarza weneckiego Tycjana, powstały w latach 1545–1546. Przechowywany jest w Prado w Madrycie.
Motyw zaczerpnięty z Nowego Testamentu, Tycjan podejmował kilkakrotnie. Po raz pierwszy Złożenie do grobu malował w latach 1526 – 1532. Dzieło powstawało na zamówienie dworu w Mantui. Młody wówczas Tycjan wzorował się na płótnie Palmy Vechcio o tym samym tytule, zastosował efekty świetlne charakterystyczne stylu Giorgiona. Obraz pełen jest ekspresji i gestykulujących postaci.
W 1559 roku powrócił do motywu Złożenia.. i na zamówienie Filipa II stworzył nowe, ogromne dzieło. Na obrazie, malarz uwiecznił Nikodema stojącego tyłem do widza, trzymającego Chrystusa za nogi i postać starego Józefa z Arymatei będącego autoportretem mistrza. Józef z wielkim nabożeństwem podtrzymuje ciało od przodu. Nad Jezusem pochyla się w granatowej szacie Maria a za nią w białej przewiewnej szacie stoi Maria Magdalena. Ostatnią postacią, najmniej widoczną, jest Apostoł Jan. Dwie ostatnie postacie przedstawione zostały w ruchu co kontrastuje ze statycznie ujętymi postaciami z wcześniejszego obrazu. Tycjan zrezygnował tu z ostrym rozdzieleniem postaci na rzecz rozmazanych kształtów i braku przestrzeni. Scena rozgrywa się na tle dekoracyjnej płaszczyźnie z niebieskim niebem na tle którego kontrastuje czerwona szata Nikodema, białe odzienie Magdaleny i granatowy płaszcz Madonny.
W 1566 roku powstała trzecia wersja Złożenia do grobu, dziś eksponowana w muzeum Prado.